# Города в Российской империи
Города в Российской империи разделялись на столицы (официальная столица — Санкт-Петербург и «древняя столица» — Москва), губернские города (центры губерний), уездные города (центры уездов) и безуездные (заштатные) города. К городским поселениям также относились не считавшиеся городами местечки и посады.

## Процесс урбанизации
До начала XIX века число городов часто изменялась, так как одним поселениям придавали статус города, а другие лишали этого статуса. Так, в 1727 году в Российской империи насчитывалось 342 городов, в 1738 году — 269, в 1760-е годы — 337. При Екатерине II 271 сельское поселение было преобразовано в город, и общее их число достигло 673. Павел I упразднил 171 город, Александр I частично восстановил их статус, и к 1811 году число городов в Европейской России и Сибири составило 567. Лишь к середине XIX века число городов более или менее стабилизировалось — в 1857 году в империи насчитывалось 519 уездных и губернских городов, 122 безуездных и 50 посадов, в 1914 году — 541 губернский и уездный, 137 безуездных и 51 посад.

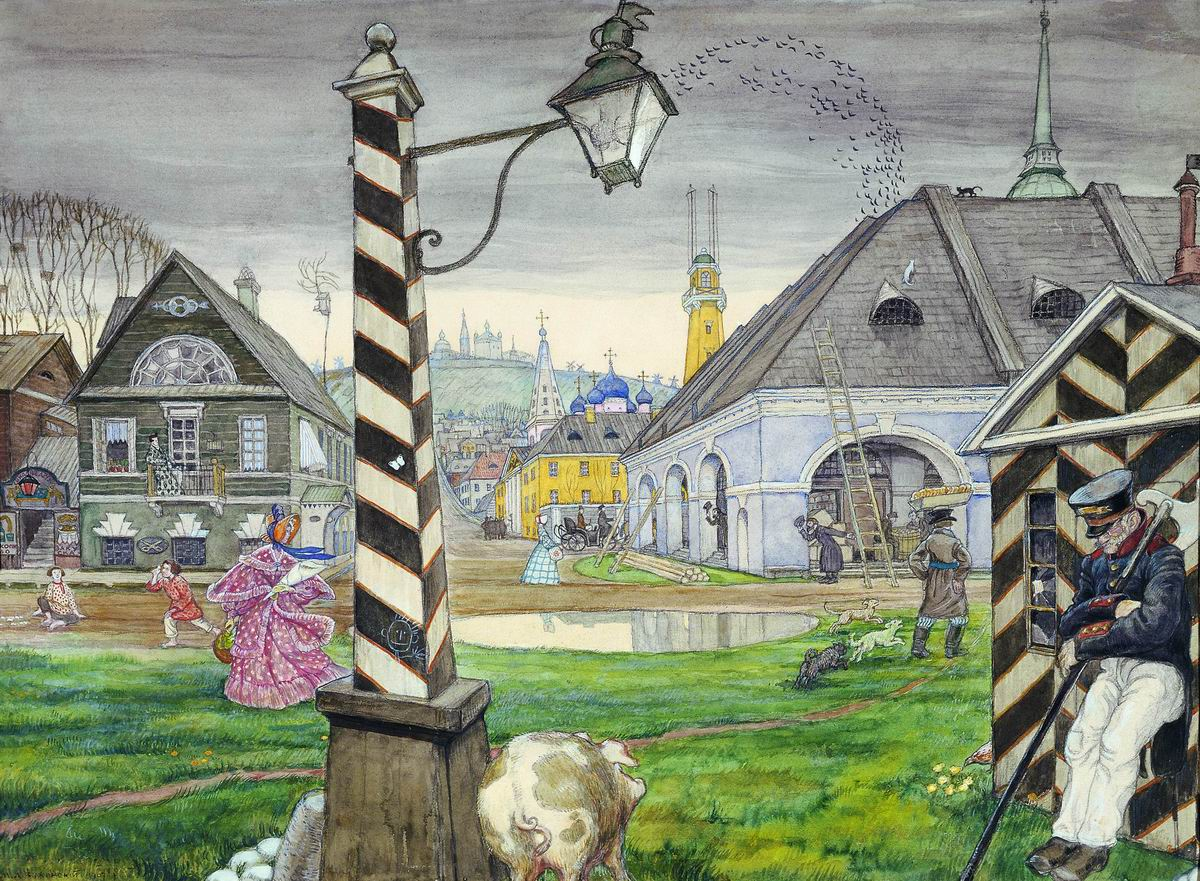
Будочник (Оригинал рисунка для № 47: М. В. Добужинский, «Город в николаевское время», «Картины по русской истории», издание И. Н. Кнебеля, 1908—1913 годов)

Власти придавали поселениям статус города, обычно руководствуясь, главным образом, административными соображениями. На запрос о состоянии городов, образованных по реформе 1775 года местная администрация признала, что 63% новых городов были «недействительными городами», поскольку их жители занимались исключительно сельским хозяйством. В 1819 году известный статистик К. Ф. Герман писал: 

Многие места называются городами единственно по важности оных в рассуждении управления, рекрутских наборов, собирания податей, отправления правосудия и, наконец, для облегчения крестьян, кои часто принуждены бывают ходить за 500 верст и более для взноса денег, для провода рекрут и колодников и по делам своим в судебные места. Другие названы городами по хозяйственным видам, для размножения ярмарок, для средоточения мануфактурной промышленности в выгодных для нее местах; наконец, по торговым видам. Иногда предприятия сии
были успешны, но много раз неудачны. Российские государи умножали, особливо в XVIII веке, число городов не столько для ободрения мануфактурной и торговой промышленности, сколько по видам управления; и хотя место называлось городом, но промышленность оного всегда оставалась земледельческой и народонаселение не умножалось до той степени, чтобы доставить оному поистине наименование города.

В 1722 году лишь четыре города империи имели население больше 20 тыс. человек, к 1782 году таких городов было уже семь, а Петербург стал вторым после Москвы городом, население которого превысило 100 тыс. человек. К 1856 году больше 20 тыс. человек жило уже в 41 городе, а Одесса стала третьим городом, население которого превысило 100 тыс. человек. К 1910 году в стране было 58 городов с населением от 20 до 100 тыс. человек и 23 с населением свыше 100 тыс. человек, при этом в Петербурге и Москве жило уже более чем по миллиону человек.
Что касается доли городского населения, то с 1742 года по 1856 год она не повысилась, а, наоборот, снизилась с 13% до 9%. Причинами этого были, с одной стороны, большая смертность городского населения по сравнению с сельским, и, с другой стороны, незначительный приток мигрантов из деревни в города, который сдерживался существованием крепостного права. Лишь после отмены крепостного права в 1861 году и начала ускоренной индустриализации страны доля городского населения начала расти. Но и тогда этот рост был не слишком быстрым: с 1856 года по 1917 год доля городского населения увеличилась с 9% до 17,4%. Это было во многом связано с тем, что российская индустриализация в равной степени охватывала город и сельскую местность: по данным В. Семенова-Тян-Шанского, в 1910 году в Европейской России насчитывалось 600 сельских поселений, превосходивших по своему промышленно-торговому значению многие города. В таких поселениях проживало более 4 млн человек.

## Городское население
Жалованная грамота городам 1785 года впервые определила понятие городского общества как совокупности всех жителей данного города, обладающих правами самоуправления. В городах была введена городовая обывательская книга, в которую должны были записаны все горожане, которые были поделены на шесть разрядов по имущественным и социальным признакам:
- «настоящие городские обыватели» — владельцы недвижимости из дворян, чиновников, духовенства;
- купцы трёх гильдий;
- ремесленники, записанные в цехи (цеховые);
- иностранцы и иногородние;
- именитые граждане;
- посадские люди — все прочие граждане, кормящиеся в городе промыслами или рукоделием.

Фактически Жалованная грамота городам зафиксировала два сословия — купечество и мещанство. Но в городах жило также и немало крестьян. Во первых, в новых городах, образованных из сельских поселений, многие крестьяне не захотели перейти из государственных крестьян в мещане. Во-вторых, и что намного более важно, крестьяне постоянно мигрировали в города. Часть из них жила в городах лишь временно, занимаясь «отхожим промыслом», но другая часть поселялась там постоянно. В 1858 году крестьяне по сословию составляли 30,4% городского населения.
Сначала лишь городские обыватели имели монополию на торгово-промышленную деятельность в черте города, но с середины 1820-х годов любой человек мог заниматься такой деятельностью всюду при условии приобретения промысловых свидетельств; в 1830—1834 годах среди держателей таких промысловых свидетельств на долю купечества приходилось 92%, крестьянства — 7%, дворянства — 0,4%, в 1850—1854 годах — соответственно 86%, 14% и 0,6%. 
В городах жило также немало дворян. С ними жили их дворовые. В 1730-х годах на их долю приходилось 12% всего городского населения, в 1802 году — 8%, в 1857 году — 4%.
Как указано выше, в конце XVIII века многие города были «недействительными городами», поскольку их жители занимались исключительно сельским хозяйством. В 1790-е годы 46% городского населения занималось сельским хозяйством, в 1850-е годы — 18%, в 1897 году — 7,9%. В 1897 году огородничеством занимались 17,7 тыс., или 2 %, жителей Петербурга и 15,4 тыс., то есть тоже 2 %, жителей Москвы. Петербуржцы имели около 8 тыс. коров, а москвичи — еще больше. 
Но все же, конечно, во второй половине XIX века благодаря индустриализации росла доля фабрично-заводских рабочих. Многие горожане были ремесленниками, их подмастерьями, учениками. В городах шло активное строительство, и многие, особенно недавние мигранты из деревни, были строительными рабочими (распространены были артели строительных рабочих). Распространенным родом занятий в городах были также легковой и ломовой извозный промысел (при этом, например, в Петербурге большинство извозчиков не были самостоятельными, а нанимались к хозяину, содержавшему лошадей и экипажи); многие жители городов были приказчиками в магазинах, работниками в лавках, трактирах, постоялых дворах, наемными торговцами вразнос. Женщины из городских низов подрабатывали стиркой, шитьем, вязанием, плетением кружев. Немалую часть городского населения составляла домашняя прислуга.

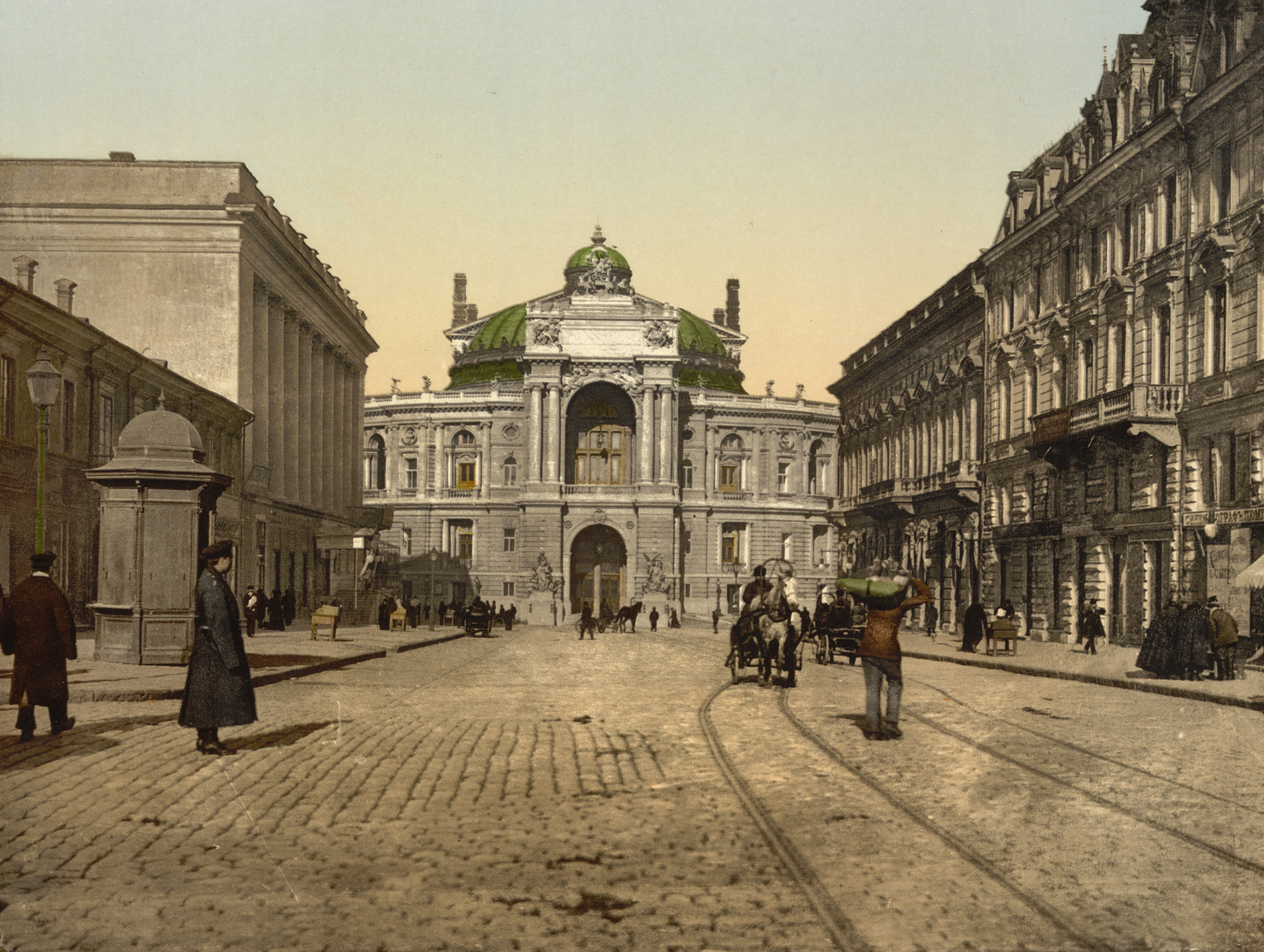
Вид Ришельевской улицы и Одесского театра в 1896 году. Фотохром Петра Павлова

К концу XIX века доля горожан, работающих в сфере материального производства, уменьшилась на 20%, а доля занятых в нематериальном производстве увеличилась на 20% (это частично было связано с тем, что промышленность, во многом, развивалась вне городов). Значительное число горожан было занято в культуре, науке, просвещении, искусстве, литературе, на религиозной службе. В большом количестве в городах появились также рантье, пенсионеры и стипендиаты, на долю которых приходилось свыше 10% городского самодеятельного населения. 
После отмены крепостного права крестьяне стали массово мигрировать в города, особенно крупные. Так, в 1897 году в Москве родившихся там было лишь 26,2%. Многие крестьяне в городах оставались крестьянами лишь формально, а реально утратили всякую связь с деревней. Многие из крестьян по сословию даже родились в городе. Значение сословной принадлежности уменьшилось, и не случайно в 1870-е годы городовые обывательские книги перестали вести. По данным переписи 1897 года, крестьяне по сословию составляли 45% городского населения. 
Приток населения в города обострял жилищную проблему. Распространенной статьей дохода многих горожан была сдача жильцам комнат, углов, коек, либо в собственном доме, либо в снятой целиком квартире. Так, о московских часовщиках в 1914 году писали: «Даже снимая квартиру, часовщик большей частью занимает ее не всецело, а сдает почти всю по комнатам квартирантам... Нередко такой владелец квартиры сам ютится в каком-нибудь углу с целой семьей». Из почти 5 тысяч обследованных в 1907 году московских типографских рабочих лишь пятая часть имели возможность нанимать целую квартиру, и лишь 1/20 не брали к себе квартирантов.

## Изменение облика городов
В XVIII веке по вечерам города стали освещаться фонарями, в которых горело конопляное масло. В центрах городов прокладывались, как в Петербурге, брусчатые, а чаще деревянные мостовые, но многие улицы оставались немощеными. В Петербурге и Москве в конце XVIII века были построены первые водопроводы, но большинство населения даже столиц брало воду в колодцах и близлежащих водоемах. Центр крупных городов застраивался дворянскими и купеческими каменными особняками, но уже рядом с центром начинались немощеные и неосвещенные улицы с одноэтажными деревянными домиками. Даже в столичных и губернских городах на таких улицах бродили козы, свиньи, гуси. В XVIII веке стали появляться городские больницы, кое-где появились аптеки.
Даже в начале XIX века большая часть улиц и площадей городов оставалась незамощенной, по вечерам они не освещались, общественная уборка улиц не осуществлялась. Театры, общественные библиотеки, музеи были большой редкостью даже в губернских городах.
К 1910 году освещение улиц имелось уже в 87%, водопровод — в 20% и канализация — в 5% городов. Практически в каждом городе были больница и аптека. Каждый третий город имел театр, каждый второй — клуб или народный дом, каждый десятый — музей. 49% городов имели библиотеки или читальные залы. В 4,5% городов были трамваи, в 26,7% — телеграфы, в 2,6% — телефоны. Однако основная масса горожан в начале XX века жила примерно в тех же условиях, что и в первой половине XIX века, поскольку водопровод, канализация, чистые и мощеные улицы имелись лишь в незначительном числе городов, да и то лишь в центре, где жили более богатые слои населения.

## Городское самоуправление
Пётр I в 1711-1724 годах учредил в городах городовые магистраты. Сначала они были лишь административно-финансовыми и судебными учреждениями. Затем на них возложили ответственность за внутренний порядок и благоустройство городов. Члены магистратов (бурмистры) избирались жителями городов пожизненно. Число членов магистрата зависело от разряда города (города делились шесть разрядов). 
Жалованная грамота городам 1785 года предусматривала, что раз в три года должно было созываться «собрание общества градского». В нём принимали участие все члены «общества градского», но избирательное право имели только достигшие 25-летнего возраста и обладавшие капиталом, проценты с которого приносили доход не менее 50 рублей. В компетенцию такого собрания входило представление губернатору своих соображений о нуждах города; издание постановлений; подготовка ответов на предложения губернатора; исключение из «общества градского» граждан, опороченных по суду. Каждый из шести разрядов городского населения раз в три года избирал своих представителей в Общую городскую думу: «настоящие городовые обыватели» и «посадские» избирали гласных по количеству частей города (по одному от каждой части); купцы — по одному от каждой из трёх гильдии; цеховые ремесленники — по одному от цеха; иногородние и иностранные гости — по одному от каждой национальности; «именитые граждане» — по одному от каждого из семи подразделений, на которые они делились (банкиры, предприниматели, ученые, преподаватели, медики, художники, музыканты). Общая дума для повседневного ведения текущих дел избирала из своего состава Шестигласную думу, в состав которой входили городской голова и шесть гласных (по одному от каждого разряда «общества градского»).
В начале 1786 года предусмотренные Жалованной грамотой учреждения были введены в Москве, а затем и в других крупных городах. В большей же части уездных городов вводилось упрощенное самоуправление, включавшее непосредственное собрание всех горожан и небольшой выборный совет из представителей разных групп городского населения. Были и такие городские поселения, в которых имелись лишь городские старосты.
Павел I после прихода к власти осуществил реформу городского самоуправления: вместо выборных городских дум создавались ратгаузы, в которые входили как назначенные чиновники, так и выборные члены. Сначала ратгаузы были созданы в Петербурге и Москве, а в 1800 году — во всех губернских городах.
Александр I в 1801 году восстановил действие Жалованной грамоты городам. Однако наметившаяся при Павле I тенденция бюрократизации управления городами сохранилась. Также наметилась тенденция различий в организации управления в различных городах. Например, «Учреждением для управления Сибирских губерний» 1822 года в сибирских городах вместо шестигласных дум вводились городские ратуши. 
Реально общественное управление городов не имело какой-либо самостоятельности в решении вопросов и лишь использовалось бюрократическим аппаратом для раскладки и сбора налогов с городского населения. Мещане и купцы относились к своей бесплатной выборной службе в органах самоуправления как к обременительной для них повинности. В начале 1820‑х годов началась разработка реформы городского самоуправления, к середине 1840‑х годов было подготовлено несколько проектов, но ни один из них не был одобрен. 
В 1846 году было введено «Положение об общественном управлении Санкт-Петербурга», в разработке которого принял участие Николай Милютин. Оно предусматривало выборы в Общую городскую думу по пяти категориям: 1) потомственных дворян; 2) личных дворян, почетных граждан и разночинцев; 3) купцов; 4) мещан; 5) цеховых ремесленников. Для участия в выборах был установлен высокий имущественный ценз. В Общей думе гласные формировали пять сословных отделений, причем разделялись случаи, в которых заседания отделений происходили сообща и раздельно. Каждое отделение избирало по пять представителей в Городовое депутатское собрание. Исполнительные функции поручались Распорядительной думе, которая заменила Шестигласную. Распорядительная дума состояла из назначаемого сверху городского головы и 12 выборных от сословий (по три от каждого, а мещане и ремесленники избирали троих сообща). В 1862 году для Москвы и в 1863 году для Одессы были приняты аналогичные положения.

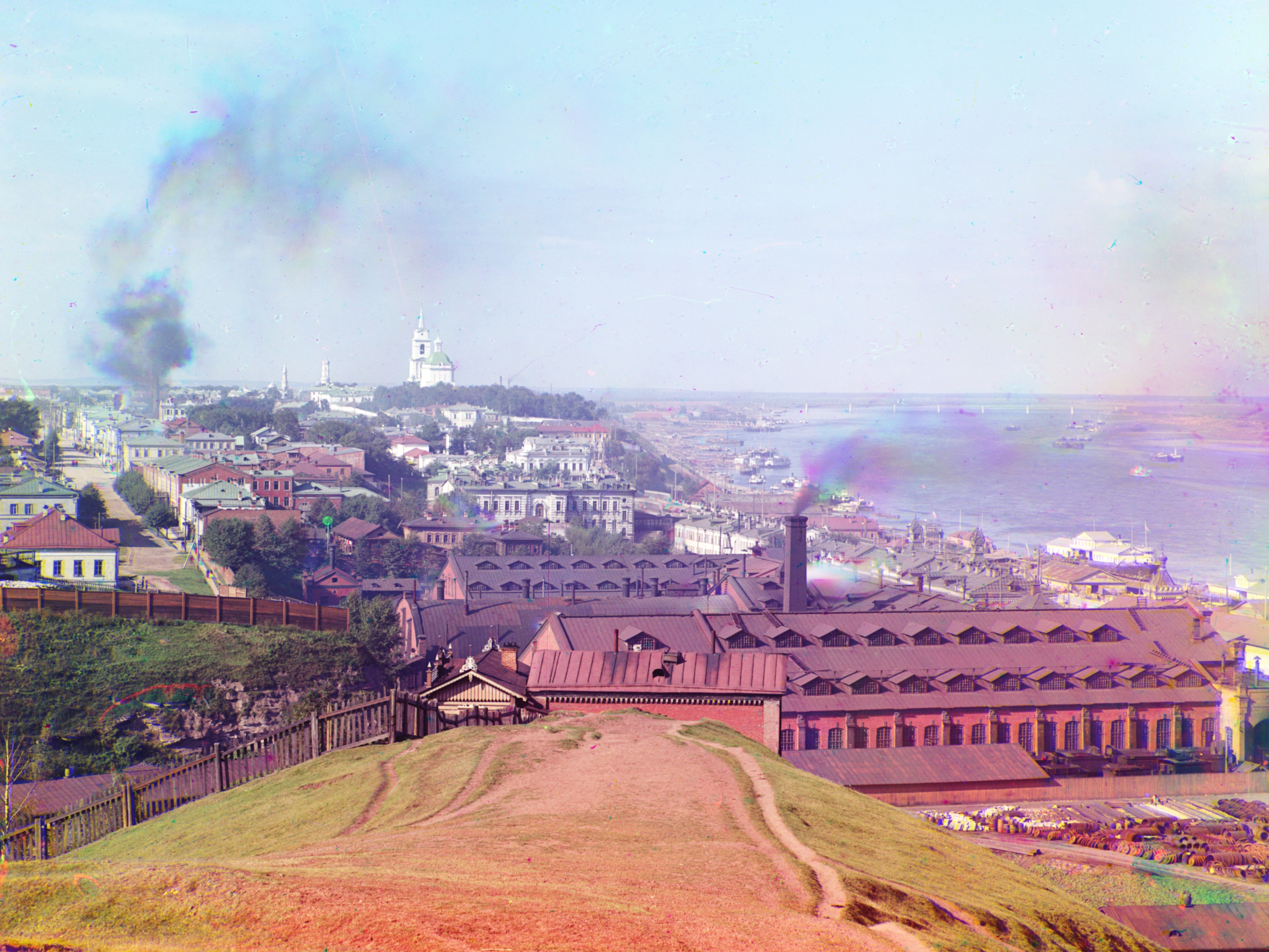
Вид на Пермь с Городских горок, фотография С. Прокудина-Горского, 1910 год

Важной для развития городского самоуправления была городская реформа Александра II — принятое в 1870 году Городовое положение. Органы городского самоуправления стали всесословными и получили расширенные экономические права, что позволило им значительно активизировать свою деятельность. Но всесословность на первых порах не к объединению сословий, а к разделению гласных городских дум на сословно-профессиональные группы. Так, современники отмечали резкий разлад между купечеством и мещанами в Московской городской думе. Основанием для получения избирательных прав стал не сословный, а налоговый принцип. Избирателями могли быть плательщики сборов с недвижимой собственности и торгово-промысловых документов. В 1872–1889 годах в Москве в выборах имели право участвовать лишь 3% жителей, при этом реально в выборах участвовали не более 0,13% населения столицы.
Одни критики городского самоуправления призывали к отказу от имущественных курий и проведению выборов по территориальным участкам, предоставлению избирательных прав квартиронанимателям, другие требовали повысить имущественный ценз и вновь ввести сословность самоуправления.
В итоге в 1892 году было принято новое Городовое положение, которое считается одной из контрреформ Александра III. Было упразднено деление избирателей на курии, вместо налогового ценза был введен имущественный ценз, что вызвало резкое сокращение и без того небольшого числа городских избирателей. Усилился надзор администрации за хозяйственной деятельностью городских дум. Городовое положение 1892 года вводило также упрощённое городское управление для управления небольшими городами. При нём сход домохозяев города избирал собрание 12-15 уполномоченных (выборщиков), а те выбирали главу города (городского старосту) и одного-двух помощников.